# ジラール・ド・ヴィエンヌ
ジラール・ド・ヴィエンヌ(Girart de Vienne)は、ローランの歌の前日譚にあたる1180年頃成立の武勲詩。現存する7000行の詩は再編集版と考えられているが、原版は失われている。作者はエメリ・ド・ナルボンヌと同じベルトラン・ド・バール゠シュル゠オーブ。

## あらすじ
若きジラールはシャルルマーニュの宮廷に仕えていた。ジラールの働きを認めたシャルルマーニュは、ブルゴーニュ公が死去したという知らせを受けるとその領地と夫人をジラールに与えると約束し、ジラールを騎士に叙したのであった。
しかし公爵夫人を見たシャルルマーニュは彼女に一目惚れし、自らが娶ると決めてしまう。公爵夫人本人はシャルルマーニュでなくジラールとの結婚を強く望み、本人のもとに赴いて求婚までするものの、ジラールは無下にこれを断わってしまう。公爵夫人は酷く傷つき、シャルルマーニュとの結婚を受け入れたのであった。
ジラールはこうしてブルゴーニュの地の権利を失ったが、彼には代わりにヴィエンヌが与えられた。ジラールは主君への感謝を示すため、寝床に横たわるシャルルマーニュの足に口づけをする。しかしジラールは知らなかった。その足が実は、復讐心に満ちた王妃によって差し出された彼女の足だったということを。自分を振った男から臣従の口づけを受け、王妃は密かに満足するのであった。
ジラールはヴィエンヌに入城すると、ギブールと結婚し幸せな生活を送っていた。しかしある時、甥のエムリを通じ、ついにジラールは王妃が仕返しとして自らに為したことを知る。誇りと名誉を貶められたジラールは激昂し、兵を率いて宮廷に向かうと、王妃の首を要求してシャルルマーニュと対峙した。シャルルマーニュも一歩も引かず、ジラールからヴィエンヌの権利の没収を宣言する。こうして、ジラールとシャルルマーニュの武力闘争が始まった。
何年もの戦役の果て、ついにシャルルマーニュ軍がヴィエンヌを包囲する。そして決着は、シャルルマーニュ側とジラール側との一騎打ちにより決せられることとなった。シャルルマーニュ側の代表に選ばれた若者こそ、ローランであった。そしてジラール側の代表に選ばれた若者こそ、オリヴィエであったのである。しかし二人の一騎打ちは、神の介入により未決に終わる。天使は二人に、相争うのでなく、手を取り合ってスペインへと侵攻することを命じたのである。ローランとオリヴィエは友情を誓い、生涯の戦友となった。オリヴィエの妹オードの美しさに惚れ込んだローランは、オードと婚約した。シャルルマーニュとジラールは遂に和議を結び、その軍勢はスペインへと出立したのであった。